# Ichneumon semicoccineus
Ichneumon semicoccineus är en stekelart som beskrevs av Cresson 1864. Ichneumon semicoccineus ingår i släktet Ichneumon och familjen brokparasitsteklar. Inga underarter finns listade i Catalogue of Life.